# Шипулина, Екатерина Валентиновна
Екатери́на Валенти́новна Шипу́лина (род. 14 ноября 1979, Пермь) — российская артистка балета, прима-балерина Большого театра. Народная артистка РФ (2018).

## Биография
Родилась 14 ноября 1979 года в Перми в семье артистов балета: мать, Людмила Шипулина, была балериной Пермского театра им. П. И. Чайковского.
В 1989—1994 годах училась в Пермском хореографическом училище, в 1994 году перевелась в Московское хореографическое училище. Выпускалась по классу педагога Людмилы Литавкиной. После выпуска в 1998 году была принята в балетную труппу Большого театра. В театре сначала занималась под руководством педагогов-репетиторов Марины Кондратьевой и Татьяны Голиковой, затем начала репетировать под руководством Надежды Грачёвой.
26 марта 2018 года указом президента России присвоено звание народной артистки РФ — с формулировкой «За большие заслуги в области театрального и музыкального искусства».
В 2019 году Шипулина открыла на Арбате, в переулке Сивцев Вражек, собственную балетную школу «Pre-Академия» для детей 3—11 лет.

### Личная жизнь
Муж — пианист Денис Мацуев. 31 октября 2016 года у пары родилась дочь Анна.

## Репертуар

##### 1998
- Гран-па, «Баядерка» Л. Минкуса, хореография М. Петипа в редакции Ю. Григоровича
- Вальс — Апофеоз, «Щелкунчик», хореография Ю. Григоровича

##### 1999
- Подруга Жизели, «Жизель» А. Адана, хореография Ж. Коралли, Ж.-Ж. Перро, М. Петипа в редакции В. Васильева
- Кобылица, «Конек-Горбунок» Р. Щедрина в постановке Н. Андросова
- Мазурка, «Шопениана» на музыку Ф. Шопена, хореография М. Фокина
- Царица бала, «Фантазия на тему Казановы» на музыку В. А. Моцарта в постановке М. Лавровского
- Повелительница дриад, «Дон Кихот» Л. Минкуса, хореография М. Петипа, А. Горского в редакции А. Фадеечева
- Царь-девица, «Конек-Горбунок» Р. Щедрина в постановке Н. Андросова

##### 2000
- Две пары, III часть «Симфонии до мажор», музыка Ж. Бизе, хореография Дж. Баланчина
- Жена Наследника, «Русский Гамлет» на музыку Л. ван Бетховена и Г. Малера в постановке Б. Эйфмана
- Фея Золота, «Спящая красавица» П. Чайковского, хореография М. Петипа в редакции Ю. Григоровича
- Река Конго и Жена рыбака, «Дочь фараона» Ц. Пуни в постановке П. Лакотта
- Фея Сирени, «Спящая красавица» П. Чайковского, хореография М. Петипа в редакции Ю. Григоровича
- 2-я вариация в картине «Грёзы Раймонды», «Раймонда» А. Глазунова, хореография М. Петипа в редакции Ю. Григоровича
- 2-я вариация в картине «Тени», «Баядерка» Л. Минкуса, хореография М. Петипа в редакции Ю. Григоровича

##### 2001
- Мирта, «Жизель» — балеты в редакциях Ю. Григоровича и В. Васильева
- Польская невеста, Три лебедя, «Лебединое озеро» П. Чайковского во 2-й редакции Ю. Григоровича
- Гамзатти, «Баядерка», хореография М. Петипа в редакции Ю. Григоровича

##### 2002
- Одетта и Одиллия, «Лебединое озеро» П. Чайковского во 2-й редакции Ю. Григоровича

##### 2003
- Классическая танцовщица, «Светлый ручей» Д. Шостаковича в постановке А. Ратманского
- Генриетта, «Раймонда», хореография М. Петипа в редакции Ю. Григоровича
- Эсмеральда, «Собор Парижской Богоматери» М. Жарра в постановке Р. Пети
- Седьмой вальс и Прелюд, «Шопениана» на музыку Ф. Шопена, хореография М. Фокина

##### 2004
- Китри, «Дон Кихот»
- Па-де-де, «Агон» И. Стравинского, хореография Дж. Баланчина
- Солистка IV части, «Симфония до мажор», музыка Ж. Бизе, хореография Дж. Баланчина
- Ведущая солистка, «Магриттомания»
- Эгина, «Спартак» А. Хачатуряна, хореография Ю. Григоровича

##### 2005
- Гермия, «Сон в летнюю ночь» на музыку Ф. Мадельсона-Бартольди и Д. Лигети в постановке Дж. Ноймайера
- Действие**, «Предзнаменования» на музыку П. Чайковского, хореография Л. Мясина
- Солистка***, «Игра в карты» И. Стравинского в постановке А. Ратманского

##### 2006
- Золушка, «Золушка» С. Прокофьева, хореография Ю. Посохова, реж. Ю. Борисов

##### 2007
- Солистка***, «В комнате наверху» Ф. Гласса, хореография Т. Тарп
- Мехменэ Бану, «Легенда о любви» А. Меликова, хореография Ю. Григоровича
- Гюльнара*, «Корсар» А. Адана, хореография М. Петипа, постановка и новая хореография А. Ратманского и Ю. Бурлаки
- Солистка, «Класс-концерт» на музыку А. Глазунова, А. Лядова, А. Рубинштейна, Д. Шостаковича, хореография А. Мессерера

##### 2008
- Солистка, Misericordes на музыку А. Пярта в постановке К. Уилдона
- Солистка I части, «Симфонии до мажор»)
- Жанна и Мирей де Пуатье, «Пламя Парижа» Б. Асафьева в постановке А. Ратманского с использованием хореографии В. Вайнонена
- Вариация***, Гран-па из балета «Пахита», хореография М. Петипа, постановка и новая хореографическая редакция Ю. Бурлаки

##### 2009
- Медора, «Корсар» А. Адана, хореография М. Петипа, постановка и новая хореография А. Ратманского и Ю. Бурлаки (дебютировала на гастролях театра в США)

##### 2010
- Солистка***, «Рубины» на музыку И. Стравинского, II часть балета «Драгоценности», хореография Дж. Баланчина
- Солистка, «Серенада» на музыку П. Чайковского, хореография Дж. Баланчина

##### 2011
- Флёр де Лис, «Эсмеральда» Ц. Пуни, хореография М. Петипа, постановка и новая хореография Ю. Бурлаки, В. Медведева
- Флорина, «Утраченные иллюзии» Л. Десятникова в постановке А. Ратманского
- Солистка**, Chroma Дж. Тэлбота и Дж. Уайта, хореография У. Макгрегор

##### 2012
- Солистка, «Изумруды» на музыку Г. Форе, I часть балета «Драгоценности», хореография Дж. Баланчина
- Солистка*, Dream of Dream на музыку С. Рахманинова в постановке Й. Эло

##### 2013
- Жизель, «Жизель» А. Адана в редакции Ю. Григоровича
- Маркиза Сампьетри «Марко Спада» на музыку Д. Обера, хореография П. Лакотта по сценарию Ж. Мазилье

##### 2014
- Манон Леско, «Дама с камелиями» на музыку Ф. Шопена, хореография Дж. Ноймайера

##### 2015
- Ундина*, «Герой нашего времени» И. Демуцкого, часть «Тамань», хореография Ю.Посохова, режиссер К. Серебренников

##### 2016
- Главная пара**, «Вариации на тему Франка Бриджа» на музыку Б. Бриттена, хореография Х. ван Манена

##### 2017
- Пара в черном**, «Забытая земля» на музыку Б. Бриттена, хореография И. Килиана
- Дива/ «Письмо к Руди», «Нуреев» И. Демуцкого, хореография Ю. Посохова, режиссер К. Серебренников

##### 2018
- Кармен, «Кармен-сюита» Ж. Бизе — Р. Щедрина в постановке А. Алонсо
- Долли, «Анна Каренина» на музыку П. Чайковского, А. Шнитке, Кэта Стивенса/Юсуфа Ислама, хореография Дж. Ноймайера
- Аспиччия, «Дочь фараона» Ц. Пуни в постановке П. Лакотта

2022
- Эгина, куртизанка, «Спартак» А. Хачатуряна в постановке Ю. Григоровича

(*) — первая исполнительница партии;
(**) — первая исполнительница партии в Большом театре;
(***) — была в числе первых исполнителей балета в театре.

## Награды
- 1999 — II премия и серебряная медаль Международного конкурса артистов балета в Люксембурге.
- 2001 — II премия и серебряная медаль IX Международного конкурса артистов балета и хореографов в Москве.
- 2002 — молодёжная поощрительная премия «Триумф».
- 2004 — «Душа танца», премия журнала «Балет» в номинации «Восходящая звезда»[7].
- 2005 — победитель конкурса «Золотая лира» в номинации «Женское лицо года. Творческая элита Москвы».
- 2009 — Заслуженная артистка Российской Федерации
- 2014 — премия Олега Янковского «Творческое открытие» (учреждена оргкомитетом фестиваля «Черешневый лес»)
- 2018 — Народная артистка Российской Федерации